# 阿布·阿拉·毛杜迪
阿布·阿拉·毛杜迪（1903年9月25日—1979年9月22日），是伊斯兰学者、伊斯兰主义理论家、伊斯蘭哲學家、法学家、历史学家、记者、活动家，是英属印度时期及分治后巴基斯坦的重要人物。

## 生平
毛杜迪于1903年9月25日出生在印度海德拉巴的德坎地区，其家族可追溯至伊斯兰苏菲派学者。11岁时父亲去世，他接受了非传统的家庭教育，主要学习阿拉伯语、波斯语和伊斯兰经典。这种早期教育塑造了他对传统伊斯兰教育的批判态度，他后来主张宗教知识应与现代科学结合。17岁进入新闻业，先后在《穆斯林报》和《贾米亚特》担任编辑。1920年代，他目睹哈里发运动的失败和印度教复兴主义的兴起，逐渐认为伊斯兰面临存亡危机。1928年出版首部著作《圣战在伊斯兰》，阐述伊斯兰政治观。1934年起在旁遮普倡导“伊斯兰革新运动”。1936年与旁遮普人穆·马兹·哈乌丁等人成立伊斯兰促进会，要求建立一个完全的伊斯兰国，并根据可兰经制定宪法。
1938年迁往海德拉巴，在此完成代表作《伊斯兰圣法中的公民权》，提出“真主主权论”。1941年8月26日在拉合尔创立伊斯兰促进会，确立四大纲领：建立真主主权、实施沙里亚法、道德革新、建立伊斯兰国家。该组织采取精英主义路线，仅吸纳严格遵循教规的成员。在印巴分治问题上，他虽然反对穆斯林联盟的民族主义主张，却在分治后率组织迁往巴基斯坦。1947年印巴分治后，当选为伊斯兰促进会主席。1948年因公开反对世俗化政策而入狱。1953年因反对艾哈迈迪教派引发全国骚乱，被军事法庭判处死刑（后改无期徒刑）。狱中完成《古兰经注释》，该著作后被译为20多种语言。他反对克什米尔战争和纳齐穆丁内阁。
1972年布托执政期间，推动宪法加入“伊斯兰条款”，成功将“穆斯林需遵守古兰经和圣训”写入宪法前言。1977年支持齐亚·哈克的军事政变，推动伊斯兰化政策，包括实施天课税、利息禁令等。1979年9月22日在美国手术后逝世，巴基斯坦政府为其举行国葬。

## 思想
毛杜迪思想的核心是“真主主权论”，认为唯一的立法权属安拉，人类只有代治权。他在《伊斯兰圣法中的公民权》中提出：现代民族国家将主权归于人民是新的蒙昧状态，穆斯林国家必须承认沙里亚法的至高无上。这种理论否定了传统伊斯兰政治理论中哈里发制度的合法性，为现代伊斯兰国家的构建提供了神学依据。
在《伊斯兰与现代文明》中，他提出现代民主是“多数人暴政”，主张“伊斯兰民主”——在沙里法框架内的协商制度；认为西方社会主义违背人性，提出了伊斯兰社会主义理论。
教育方面，他提出“伊斯兰知识体系重建”，主张建立独立于西方学科分类的伊斯兰知识体系、将现代科学纳入伊斯兰认知框架、培养兼具传统学识和现代知识的新型宗教学者。
在《面纱》中，他提出“互补平等论”：主张男女在精神上平等，但分工不同。强调女性应专注家庭，公共参与要符合伊斯兰规范。